# 金亨七
金 亨七（キム・ヒョンチル, 김형칠, 1959年7月1日 - 2006年12月7日）は、大韓民国の乗馬選手。
父から乗馬技術を習い、1976年から選手として活動を始めた。1985年にアジア選手権に出場して優勝。1986年から2006年までアジア競技大会に参加した。1986年に銅メダルを、2002年には銀メダルを獲得した。また、オリンピックには、1988年夏季オリンピック、2004年夏季オリンピックに出場。
カタールのドーハで開かれた2006年アジア競技大会に参加していたが、2006年12月7日総合馬術耐久競技で障害を越える際に落馬して馬の下敷きになった。病院に運ばれたが、現地時刻10時50分頃死去。享年47。